# Nguyễn Văn Xuân
Nguyễn Văn Xuân, né le 3 avril 1892 à Truong Tho (Cochinchine) et mort à Nice (France) le 14 janvier 1989 , est un militaire et homme politique vietnamien, officier de l'armée française à l'époque coloniale, et chef du gouvernement de la Cochinchine de 1947 à 1948, puis du Gouvernement central provisoire du Viêt Nam de 1948 à 1949.

## Biographie
Nguyễn Văn Xuân est le fils d'un fonctionnaire vietnamien de l'administration coloniale française, successivement instituteur puis salarié de la mairie de Saïgon ; la famille est naturalisée française en 1896. Après une scolarité au Lycée Chasseloup-Laubat de Saïgon, puis en Algérie, Nguyễn Văn Xuân est, en 1912, le premier Vietnamien admis à l'École polytechnique,. 
Intégrant l'Armée française, il est sous-lieutenant pendant la Première Guerre mondiale, durant laquelle il participe à la bataille de Verdun ; il est décoré de la croix de guerre. 
Il poursuit sa carrière militaire, jusqu'au grade de colonel. Il est, un temps, membre du cabinet du ministre des Colonies Georges Mandel. Mobilisé en Métropole en 1939-1940. Il reste un temps en France après l'armistice, puis revient en 1941 en Indochine, où il se montre réservé vis-à-vis de l'administration vichyste. Lors du coup de force japonais de mars 1945, il participe à la défense de la citadelle d'Hanoï. Refusant de collaborer avec le gouvernement pro-japonais, il est envoyé dans un camp de prisonniers. 
Après-guerre, bien qu'ayant salué le retour des Français à l'automne 1945, il se montre partisan de la réunion des trois territoires vietnamiens (à l'époque séparé entre Annam, Tonkin et Cochinchine) voire de la nationalisation de la Banque de l'Indochine. Avant l'ouverture de la conférence de Fontainebleau, il est envoyé en France mener une mission d'information auprès des milieux politiques, en préalable à la formation du gouvernement de la République autonome de Cochinchine.
Après le suicide en novembre 1946 de Nguyễn Văn Thinh, chef du gouvernement provisoire de la Cochinchine, Nguyễn Văn Xuân assure l'intérim mais ses déclarations en faveur de l'unité nationale vietnamienne lui valent d'être écarté au profit de Lê Văn Hoạch. Il demeure ensuite tenu à l'écart du gouvernement cochinchinois par les Français qui le tiennent en défiance. En octobre 1947, alors que les Français commencent à pencher pour la solution d'une réunification du Viêt Nam sous l'égide de l'ex-empereur Bảo Đại, Xuân parvient à obtenir de remplacer Lê Văn Hoạch à la tête du gouvernement cochinchinois, qu'il rebaptise gouvernement provisoire du Sud Viêt Nam afin de souligner sa nature de gouvernement de transition avant l'unité nationale. Toujours en 1947, il est nommé général de brigade, devenant ainsi le premier général vietnamien de l'armée française ; il est également fait Commandeur de la Légion d'honneur. Par la suite, en mai 1949, il devient général de division.
Xuân est ensuite chargé de diriger un gouvernement national de transition en attendant que toutes les exigences de l'ex-empereur soient satisfaites et que ce dernier accepte de prendre ses fonctions comme chef de l'État. Le 27 mai 1948, il forme un Gouvernement central provisoire du Viêt Nam, qu'il présente à Bảo Đại lors d'une sorte de cérémonie d'investiture. Il signe ensuite en baie d'Along — en présence de Bảo Đại, qui ne fait que parapher le document — un protocole avec la France où, pour la première fois, la puissance coloniale a accepté de faire figurer les mots d'« indépendance » et d'« unité ».
Si la réunification des trois pays vietnamiens est prévue par toutes les parties, l'union de la Cochinchine - qui a un statut de colonie - avec les deux protectorats d'Annam et du Tonkin est bloquée par les milieux coloniaux et par les autonomistes. Xuân émet une ordonnance pour rattacher la Cochinchine avec le reste du territoire, mais elle est rejetée par le conseil consultatif de la Cochinchine. Le gouvernement cochinchinois, dirigé par Trần Văn Hữu, continue dès lors d'exister tandis que celui de Xuân fonctionne quasiment sans moyens, au point de faire figure de « gouvernement fantôme ». Ce n'est qu'à l'été 1949 que l'imbroglio légal autour du statut de la Cochinchine est enfin résolu, et l'État du Viêt Nam proclamé.
Nguyễn Văn Xuân est un temps vice-président du Conseil des ministres de Bảo Đại, avant de se retirer en France auprès de sa famille. En 1954, revenu au Viêt Nam, il est à nouveau brièvement vice-président du Conseil et ministre de la défense dans le gouvernement de Ngô Đình Diệm. Après la prise de pouvoir de ce dernier, il part pour la France, où il continue ensuite d'entretenir des relations avec des exilés politiques vietnamiens.
À la fin de sa vie, à partir de 1983, il recevra souvent des journalistes, ou des historiens, pour évoquer sa participation à la première guerre mondiale, et la bataille de Verdun, car il était l'un des derniers témoin Vietnamien alors vivant, pour évoquer les Indochinois engagés par la France dans ce conflit.  